# Chance Perdomo
Chance Perdomo (Los Angeles, 20 ottobre 1996 – Upstate New York, 29 marzo 2024) è stato un attore statunitense, noto principalmente per aver interpretato Ambrose Spellman nella serie di Netflix Le terrificanti avventure di Sabrina, Landon Gibson nei film After 3, After 4, After 5 - Capitolo finale e Andre Anderson nella serie di Amazon Prime Video Gen V.

## Biografia
Nel 2016 fece un provino per il ruolo di Jughead Jones in Riverdale, una parte poi assegnata a Cole Sprouse; pur non ottenendo il ruolo, Perdomo fu notato dal produttore Roberto Aguirre-Sacasa, creatore della serie, che lo scritturò per il ruolo di Ambrose Spellman ne Le terrificanti avventure di Sabrina.
Nel 2023 comparve nel ruolo di Andre Anderson nella serie di Amazon Prime Video Gen V.
Morì in seguito ad un incidente in moto il 29 marzo 2024, all'età di 27 anni.

## Filmografia

### Cinema
- After 3 (After We Fell), regia di Castille Landon (2021)
- After 4 (After Ever Happy), regia di Castille Landon (2022)
- After 5 - Capitolo finale (After Everything), regia di Castille Landon (2023)

### Televisione
- Hetty Feather – serie TV, episodio 3x10 (2017)
- Shakespeare & Hathaway investigatori privati (Shakespeare & Hathaway: Private Investigators) – serie TV, episodio 1x08 (2018)
- Killed by My Debt, regia di Joseph Bullman – film TV (2018)
- L'ispettore Barnaby (Midsomer Murders) – serie TV, episodio 20x02 (2018)
- Le terrificanti avventure di Sabrina (Chilling Adventures of Sabrina) – serie TV, 36 episodi (2018-2020)
- Gen V – serie TV, 8 episodi (2023)

## Doppiatori italiani
Nelle versioni in italiano delle opere in cui ha recitato, Chance Perdomo è stato doppiato da:
- Federico Viola in After 3, After 4, After 5
- Federico Bebi ne Le terrificanti avventure di Sabrina, Gen V